# J. P. R. Williams
John Peter Rhys Williams (Bridgend, 2 marzo 1949 – Cardiff, 8 gennaio 2024) è stato un rugbista a 15, tennista e chirurgo britannico, internazionalmente noto come J.P.R. Williams.

## Biografia
Prima di dedicarsi completamente al rugby, in gioventù giocò a tennis a buoni livelli, in particolare vinse il titolo britannico Junior nel 1966 all'All England Lawn Tennis and Croquet Club di Wimbledon, battendo in finale David Lloyd 6–4, 6–4.
Nella sua carriera rugbistica militò per oltre due decenni in varie squadre britanniche. Rappresentò la Nazionale di rugby XV del Galles in 55 incontri internazionali, fra il 1969 e il 1981. Inoltre per 8 volte anche la maglia del British and Irish Lions, ossia la rappresentativa delle quattro Federazioni delle isole britanniche. Fu inserito nel 1997 nella International Rugby Hall of Fame e poi nel 2014 nella World Rugby Hall of Fame.
Dopo la fine della sua carriera sportiva esercitò la professione di chirurgo ortopedico.
Morì a Cardiff l'8 gennaio 2024 all'età di 74 anni.